# دمیتری کالینوسکی
دمیتری کالینوسکی (به انگلیسی: Dmitry Kalinovsky) (زادهٔ ۲۴ فوریهٔ ۱۹۷۲) شناگر اهل بلاروس است.